# Tadamitsu Kishimoto
Tadamitsu Kishimoto (岸本 忠三, Kishimoto Tadamitsu, nacido el 7 de mayo de 1939 en Tondabayashi, Osaka) es un inmunólogo japonés conocido por sus investigaciones sobre la IgM y las citocinas, entre las que destaca la interleucina 6. 
Hizo un trabajo postdoctoral con Kimishige Ishizaka, el descubridor de la IgE en la Universidad Johns Hopkins.
Está catalogado por el Instituto de Información Científica (ISI) como un biólogo muy citado y también se encuentra entre los diez primeros del índice h de biólogos vivos.

## Vida
Tadamitsu Kishimoto, nacido en Osaka en 1939, fue Presidente de la Universidad de Osaka de 1997 a 2003 y miembro del Consejo de Política Científica y Tecnológica del Gabinete de 2004 a 2006. Actualmente es catedrático de la Escuela de Postgrado de Biociencias Fronterizas de la Universidad de Osaka. Fue Decano, Profesor y Presidente del Departamento de Medicina de la Facultad de Medicina de la Universidad de Osaka, donde se licenció en 1964. Actualmente es uno de los científicos más destacados de Japón en el campo de las ciencias de la vida, concretamente en inmunología, y ha realizado aportaciones fundamentales a la comprensión de las funciones de las citocinas a través de una serie de estudios sobre la IL-6, su sistema receptor y los factores de transcripción. Ha desarrollado una terapia con receptores anti-IL6 para varios trastornos inmunitarios, como la enfermedad de Castleman, la artritis reumatoide y la artritis idiopática juvenil.
Ha recibido numerosos premios, incluido el Premio Imperial de la Academia de Japón en 1992, el Premio Sandoz de Inmunología de la Unión Internacional de Sociedades Inmunológicas en 1992 y el Premio Avery-Landsteiner de la Sociedad Alemana de Inmunología en 1996. En 1998, recibió la Orden de la Cultura del Emperador. Recibió la Medalla de oro Robert Koch en 2003, Premios Honoríficos a la Trayectoria de la Sociedad Internacional de Citoquinas en 2006 y el Premio Crafoord de la Real Academia Sueca de Ciencias en 2009. Ha sido elegido Asociado Extranjero de la Academia Nacional de Ciencias de EE. UU. en 1991, miembro de la Academia de Japón en 1995 y miembro de la Academia Alemana de Ciencias Leopoldina en 2005. Fue presidente de la Sociedad Internacional de Inmunofarmacología, la Sociedad Internacional de Citocinas y la Sociedad Japonesa de Inmunología. Es miembro honorario de la Asociación Americana de Inmunólogos y de la Sociedad Americana de Hematología. En 2020 recibió el prestigioso premio Tang de Ciencias Biofarmacéuticas.

## IL-6
A principios de la década de 1970, Kishimoto descubrió la actividad inductora de la producción de anticuerpos en sobrenadantes de cultivo de células T. Además, demostró que la actividad inductora de anticuerpos IgG e IgE podía separarse. Posteriormente, este hallazgo condujo al descubrimiento de la dicotomía de las células T ayudantes, Th1 y Th2. 
Basándose en estos primeros estudios, Kishimoto descubrió y clonó la interleucina 6 y su receptor y delineó la vía de señalización utilizada por la IL-6 y el conjunto de citocinas relacionadas que utilizan la gp-130, que también descubrió. Identificó los factores de transcripción NF-IL-6 y STAT3, ambos fundamentales para la acción de la IL-6. Además, descubrió una familia de supresores de la señalización de citocinas, las moléculas SOCS, que son reguladores clave de la función de las citocinas.
Demostró la implicación de la IL-6 en la patogénesis de mixomas cardíacos, mieloma múltiple, enfermedad de Castleman, artritis reumatoide, enfermedad de Crohn y artritis idiopática juvenil (AIJ). Identificó la IL-6 como un factor estimulante de los hepatocitos que induce reacciones de fase aguda. Preparó un anticuerpo monoclonal contra el receptor de la IL-6 que posteriormente se humanizó y ha demostrado tener un gran valor terapéutico en una serie de enfermedades autoinflamatorias como la enfermedad de Castleman, la artritis reumatoide y la artritis idiopática juvenil. Su trabajo ha dominado el campo de las citocinas proinflamatorias y ha establecido paradigmas para el estudio de toda la biología de las citocinas, desde el descubrimiento de la citocina y su receptor, pasando por los mecanismos de señalización y transcripción, hasta la utilización de esos conocimientos para desarrollar terapias muy eficaces. Sus estudios sobre la IL-6, realizados durante 35 años desde 1973, han sido muy apreciados; entre 1983 y 2002 ocupó el octavo lugar entre los investigadores más citados del mundo y figura entre los diez primeros del índice h de biólogos vivos.

## Reconocimiento

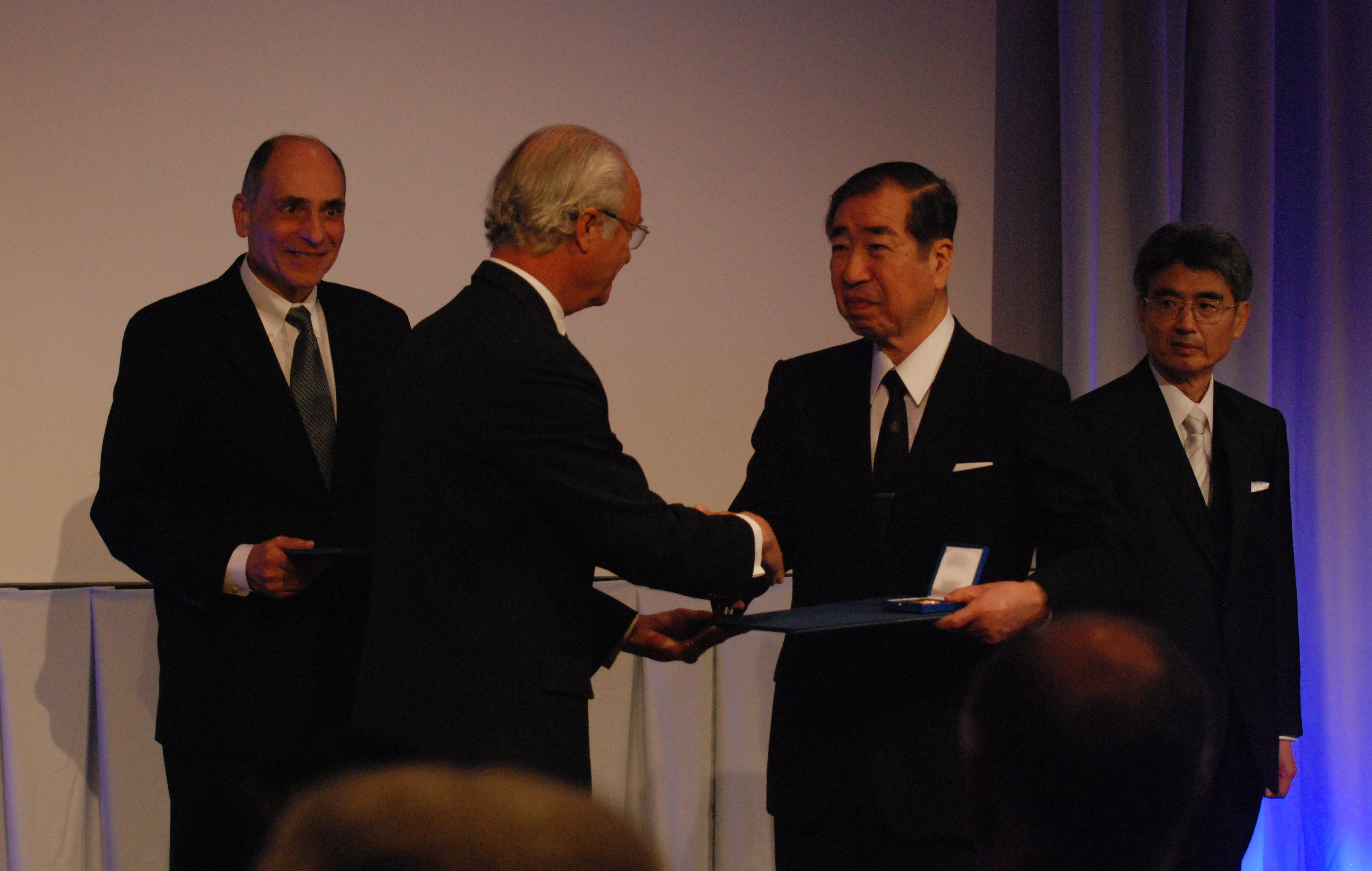
Kishimoto recibe el Premio Crafoord

### Premios
- Premio Behring-Kitasato de Hoechst Japón, 1982
- Premio Osaka de Ciencias, 1983
- Premio Erwin von Bälz, 1986
- Premio Takeda, 1988
- Premio Asahi, 1988
- Premio de la Asociación Médica Japonesa, 1990
- Premio a la Trayectoria Científica de la Asociación Internacional de Alergología e Inmunología Clínica, 1991
- Premio Imperial de la Academia Japonesa, 1992
- Premio Sandoz de Inmunología de la Sociedad de la Unión Internacional de Inmunología, 1992
- Premio Avery-Landsteiner de la Sociedad Alemana de Inmunología, 1996
- Premio Donald Seldin de la Sociedad Internacional de Nefrología, 1999
- Premio ISI Citation Laureate, 2000
- Premio Robert Koch - Medalla de Oro Robert Koch, 2003
- Honorary Lifetime Achievement Awards, Sociedad Internacional de Citocinas, 2006
- 7.º Premio Internacional de la Fundación Japonesa del Reumatismo, 2008
- Premio Crafoord de la Real Academia Sueca de Ciencias, 2009
- Premio Japón, 2011
- Premio Internacional Rey Faisal, 2017
- Premio Tang de Ciencias Biofarmacéuticas, 2020
- Laureados de la Mención Clarivate, 2021

### Honores
- Persona de Mérito Cultural, Japón 1990
- Asociado extranjero, Academia Nacional de Ciencias de EE. UU., 1991
- Miembro honorario de la Asociación Americana de Inmunólogos, 1992
- Ciudadano honorario de la ciudad de Tondabayashi, 1992
- Miembro de la Academia Japonesa, 1995
- Miembro asociado extranjero, Instituto de Medicina de la Academia Nacional de Ciencias de EE. UU., 1997
- Miembro honorario de la Sociedad Americana de Hematología, 1997.
- Orden de la Cultura de Japón, 1998
- Doctor honoris causa, Universidad Tecnológica de Santiago, UTESA, 2001
- Miembro Honorario, Asociación Internacional de Investigación Odontológica, 2001
- Profesor Honorario, Cuarta Universidad Médica Militar, Xi'an, China, 2002
- Miembro honorario de la Fundación Mundial para la Innovación, 2002
- Doctor en Ciencias, Honoris Causa, Universidad Mahidol, 2003
- Profesor distinguido Clemens von Pirquet, Medicina e Inmunología, Universidad de California, Davis, 2004
- Miembro de la Academia Alemana de Ciencias Leopoldina, 2005